# 3146 Dato
3146 Dato este un asteroid din centura principală, descoperit pe 17 mai 1972 de Tamara Smirnova.